# Volodîmîr Parasiuk
Volodîmîr Parasiuk (n. 9 iulie 1987, Maidan, Raionul Jovkva, Regiunea Liov,  Ucraina) este un activist al Euromaidan, participant în Războiul din Donbas și deputat.

## Biografie

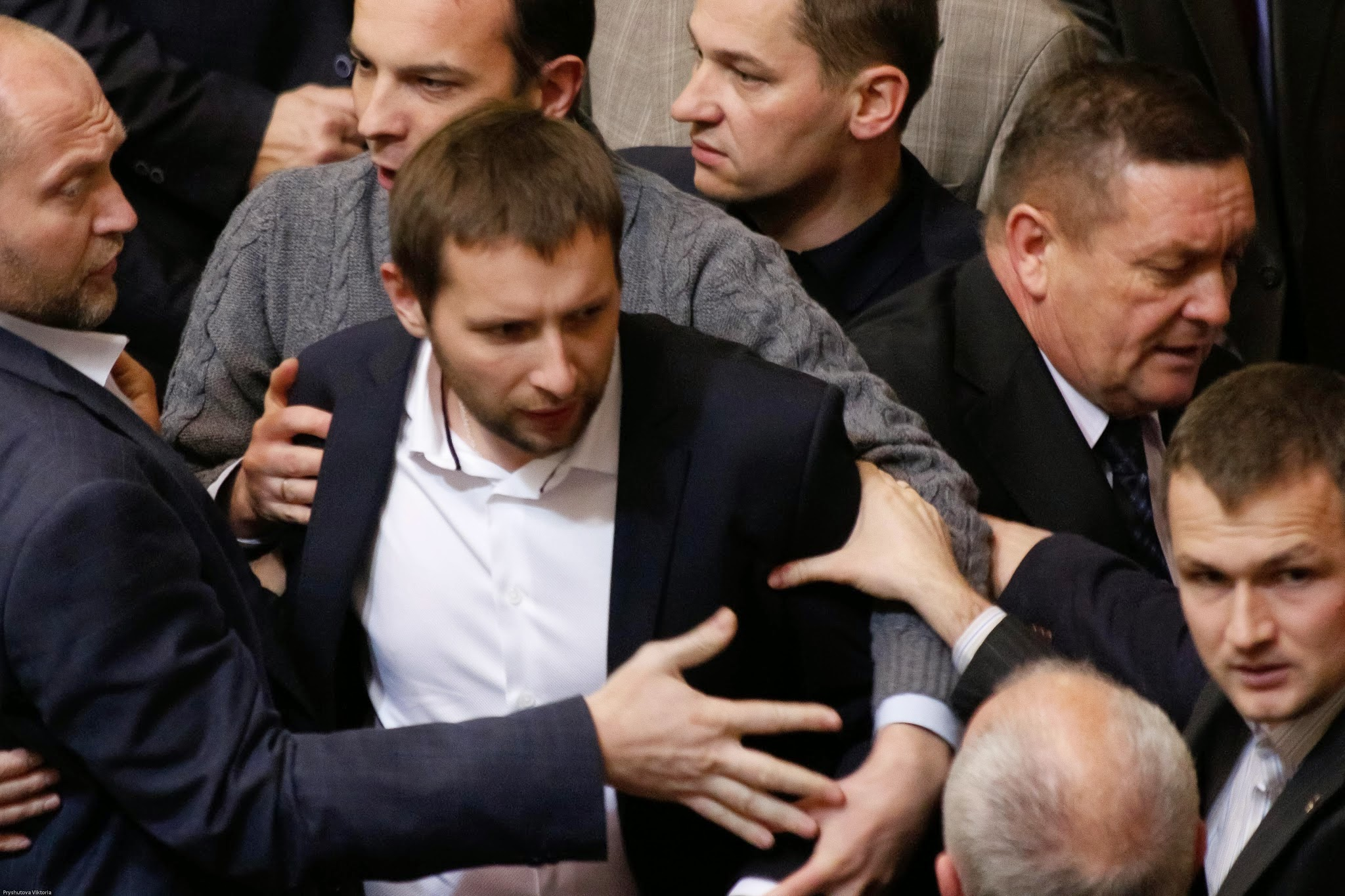
Volodîmîr Parasiuk în Rada Supremă

După ce termină liceul, a studiat la Politehnica din Liov , apoi la facultățile de electronică și economie din cadrul Universității din Liov , fără a finaliza niciodată una dintre ele. A lucrat într-o firmă de construcții, mai târziu s-a ocupat de desfășurarea propriei afaceri locale (instalare de ferestre)  .
El a devenit unul dintre activiștii protestelor Euromaidan din anii 2013-2014 îndreptate împotriva președintelui Viktor Ianukovici. El a câștigat o recunoaștere și o popularitate pe scară largă  cu discursul său privind independența, stabilit pe scenă pe 21 februarie 2014. Discursul liderilor de opoziție care prezintă rezultatele negocierilor cu președintele, care a fost de acord cu alegerile anticipate din decembrie aceluiași an, a fost întrerupt. Volodîmîr Parasiuk a preluat microfonul și apoi a dat un discurs emoțional. Acesta a acuzat liderii politici ai protestelor care „storc mâna unui criminal“, ca apoi să-i pună președintelui Viktor Ianukovici un ultimatum, să demisioneze până la ora 10:00 în ziua următoare, în caz contrar atacă cu arma palatul prezidențial. [4] . Discursul a fost primit cu entuziasm și autorul acesteia prin susținerea protestelor de către mass-media a fost salutat ca un erou, care a contribuit la accelerarea adoptării prin decizia lui Viktor Ianukovici să părăsească Kievul 
După izbucnirea conflictului din estul Ucrainei a aderat la Batalionul „Dnipro-1“, creat în cadrul subunitățlor speciale privind aplicarea legislației în Ucraina.
Apoi a luat parte la alegerile parlamentare anticipate ca un candidat independent. Ca urmare a votului din 26 octombrie 2014, el a obținut mandatul unui membru al Radei Supreme cu unul dintre cele mai bune rezultate individuale din țară .